# Underground Producciones
Underground Producciones es una productora audiovisual argentina. La empresa fue creada en 2006 por Sebastián Ortega y es propiedad de NBCUniversal.

## Historia

### Antecedentes
Sebastián Ortega y Pablo Culell fueron los responsables de la producción de las ficciones de Ideas del Sur desde 2002 hasta 2005, creando en ese entonces programas de éxito en términos de audiencia y que influyeron notablemente en la cultura popular argentina como Tumberos, Costumbres Argentinas, Los Roldán, Criminal, El hacker, entre otros.

### 2006: Inicios, primeras producciones e intentos fallidos
En 2006, Ortega decidió fundar su propia productora, Underground Producciones. Su primer proyecto fue la telenovela dramática El tiempo no para, emitida por Canal 9. El mismo año también produjo la sitcom Amo de casa y la telecomedia Gladiadores de Pompeya para el mismo canal, cada una con un estilo marcado.
Gladiadores de Pompeya fue emitida por primera vez el 20 de marzo de 2006 a través de Canal 9, esta historia intentó salirse del costumbrismo, revisar la moda de las ficciones sobre clubes barriales con una trama paródica de luchadores de catch en busca de revancha en clave decadentista. Gladiadores de Pompeya fue una de las mayores apuestas de la productora y uno de los más importantes lanzamientos del canal en aquel entonces. Sin embargo, pese a contar con un gran elenco, esta serie no logró generar interés en el público y no cumplió con las expectativas esperadas, lo que fue un rotundo fracaso, debido al escaso índice de audiencia que presentaba. Dados los bajos números de rating conseguidos y las perdidas económicas generadas tras las altas inversiones en promoción y producción, el programa duró apenas un mes al aire y hubo que adelantar precipitadamente el final. Por otro lado, El tiempo no para fue una historia de romances cruzados entre treintañeros; esta le valió dos nominaciones a los Premios Martín Fierros. Amo de casa es la historia de Alberto (Carlos "Carlín" Calvo) es un broker que trabaja en la bolsa de Buenos Aires. A causa del estrés, Alberto sufre un problema de corazón y se le recomienda reposo absoluto, por lo que ha de dejar su trabajo y quedarse en casa con sus hijos. Mientras tanto, su mujer Mariana (Andrea Bonelli) encuentra empleo en una empresa asentada en Puerto Madero cuyo titular es un exnovio de juventud. 

### 2007 - 2011: el éxito de Lalola, Los exitosos Pells y consagración en la industria argentina
En 2007, en asociación con la empresa israelí Dori Media, Sebastián Ortega ideó y produjo Lalola para América TV. Esta telecomedia también logró ganar importantes premios (incluyendo el Martín Fierro de Oro) y fue vendida a más de 70 países. Cuenta la historia de un hombre Ramiro "Lalo" Padilla (Juan Gil Navarro), un hombre machista y exitoso en los medios de comunicación que es hechizado por Romina (Marcela Kloosterboer) al sentirse desechada por el mismo. Este hechizo lo convierte en una mujer muy hermosa para que sienta lo desesperante que es para una mujer ser acosada con la mirada. Esta telecomedia consiguió ganar dos premios Martín Fierro (incluyendo el Martín Fierro de oro) y un Premio Clarín. En este año también produjo "Travesía Chubut".

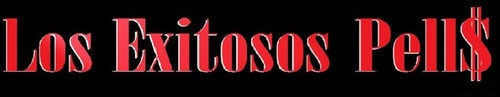
Logotipo de Los exitosos Pells.

En 2008, en asociación con Telefe Contenidos y Endemol, crea y produce Los exitosos Pells, vendida a más de 40 países, incluyendo adaptaciones. Gonzalo Echagüe (Mike Amigorena) debe reemplazar a un conocido conductor de noticias luego de su muerte accidental, aprovechandose de su parecido físico. Esta telecomedia consiguió ganar un premio Martín Fierro y un Premio Clarín.
En 2009 crea la telenovela policial Botineras, emitida hasta agosto de 2010 por la misma cadena. Una policía (Romina Gaetani) se infiltra en el mundo futbolístico para investigar la muerte del jugador Andrés Cappa (Adrián Navarro) donde parece estar implicado su rival Chiqui Flores (Nicolás Cabré). Para ello será entrenada por la reina de las botineras, Giselle (Florencia Peña).
Finalmente en 2011 se estrena la comedia dramática Un año para recordar, con la misma protagonista de Lalola y Los exitosos Pells, Carla Peterson.

### 2012: el fenómeno de Graduados

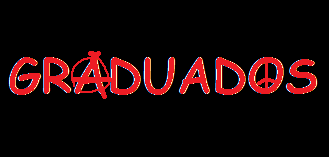
Graduados, mayor éxito de Sebastián Ortega.

En 2012 produjo para Telefe, la multipremiada telecomedia Graduados, un proyecto pensado en 2004 y retomado dicho año. Narra la historia de Loli (Nancy Dupláa) y Andy (Daniel Hendler) que fueron compañeros del secundario en los 80' y no volvieron a verse en 19 años. El cruce de ellos dos les revelará un secreto inesperado que cambiará sus vidas para siempre, y los obligará a ellos y al resto de los graduados, a replantearse que han hecho con sus deseos de la adolescencia. La telenovela fue un fenómeno en términos de audiencia en Argentina, conformándose como la ficción más del país en el 2012, la ficción más vista de la productora en su historia, la tercera ficción más vista en la historia del canal en el siglo XXI, por detrás de Montecristo y Los Simuladores, y la sexta ficción más vista en la historia de la televisión argentina durante el prime time en el siglo XXI, logrando en su último episodio picos de hasta 37 puntos de índice de audiencia. Esta ficción le valió el segundo Martín Fierro de Oro a la productora.

### 2013 - presente
En 2013 produce la comedia Los vecinos en guerra, con las actuaciones de Eleonora Wexler, Diego Torres, Mike Amigorena, Mónica Antonópulos y Marco Antonio Caponi. Debido a que no consiguió cosechar el índice de audiencia esperado y debido a la baja de Mike Amigorena y Mónica Antonópulos, la comedia tomó un giro más policial con la incorporación antagónica de Juan Gil Navarro.
En 2014 se estrena el unitario de 13 capítulos La celebración que cuenta historias alrededor de diferentes festejos, como un cumpleaños, una boda o la Navidad. Contó con un destacado elenco.
Durante el segundo semestre del mismo año produjo para Telefé una de las comedias más exitosas del año, Viudas e hijos del rock and roll con las actuaciones de Damián De Santo, Paola Barrientos, Juan Minujín y un gran elenco. Ganó un Premio Tato como Mejor ficción diaria y un Martín Fierro para Minujín como mejor actor protagonista. 
En 2015, estrena el exitoso unitario Historia de un clan con la dirección de Luis Ortega y las actuaciones de Alejandro Awada, Cecilia Roth, Chino Darín, Verónica Llinás, Rita Pauls, Tristán, entre otros. Narró la historia real del Clan Puccio. Fue aclamada por la crítica, recibiendo el Premio Tato a Mejor Programa del año. 
En 2016 estrena la comedia familiar Educando a Nina con Griselda Siciliani, Esteban Lamothe y Rafael Ferro, entre otros, donde se cuenta la historia de dos gemelas separadas al nacer. 
Ese mismo año estrena el unitario El marginal por TV Pública con el papel protagónico de Juan Minujín sobre un policía que entra encubierto a una cárcel para averigüar el paradero de la hija de un juez que fue secuestrada. El marginal recibió excelentes críticas del prensa especializada y del público. Ganó 13 premios Tato y dos Martín Fierro, entre otros reconocimientos. Fue adquirida por diversas cadenas para su distribución mundial, siendo estrenada en octubre de 2016 por Netflix y en enero de 2018 por Universal Channel.
Underground estrena en 2017 la comedia Fanny la fan con Agustina Cherri, Luciano Cáceres y Nicolás Furtado. Además de la serie Un gallo para Esculapio que estrenan en agosto con la dirección de Bruno Stagnaro y las actuaciones de Luis Brandoni y Peter Lanzani.
En 2018 se espera la segunda temporada de El marginal (que será una precuela) y el estreno de Gigoló, El extranjero y Cien días para enamorarse.
Es la 2.ª productora que ganó más Premio Martín Fierro de Oro con 4 galardones por detrás de Pol-ka Producciones que posee 8 galardones
En 2019 la productora es adquirida por NBCUniversal

## Producciones en televisión
| Año       | Producciones                     | Tipo               | Temporadas | Episodios     | Canal                     |
| --------- | -------------------------------- | ------------------ | ---------- | ------------- | ------------------------- |
| 2006      | Amo de casa                      | Ficción diaria     | 1          | 160 capítulos | Canal 9                   |
| 2006      | Gladiadores de Pompeya           | Ficción diaria     | 1          | 24 capítulos  | Canal 9                   |
| 2006      | El tiempo no para                | Ficción diaria     | 1          | 160 capítulos | Canal 9                   |
| 2007-2008 | La lola                          | Ficción diaria     | 1          | 150 capítulos | América TV                |
| 2008-2009 | Los Exitosos Pells               | Ficción diaria     | 1          | 134 capítulos | Telefe                    |
| 2009-2010 | Botineras                        | Ficción diaria     | 1          | 142 capítulos | Telefe                    |
| 2010      | Lo que el tiempo nos dejó        | Serie de antología | 1          | 6 capítulos   | Telefe                    |
| 2011      | Un año para recordar             | Ficción diaria     | 1          | 93 capítulos  | Telefe                    |
| 2011      | Travesía Chubut                  | Documental         | 1          |               | Discovery Travel & Living |
| 2012      | Graduados                        | Ficción diaria     | 1          | 178 capítulos | Telefe                    |
| 2013      | Historia Clínica                 | Serie de antología | 1          | 13 capítulos  | Telefe                    |
| 2013-2014 | Los vecinos en guerra            | Ficción diaria     | 1          | 146 capítulos | Telefe                    |
| 2014      | La celebración                   | Serie              | 1          | 13 capítulos  | Telefe                    |
| 2014      | Grandes biografías               | Documental         | 1          |               | Telefe                    |
| 2014-2015 | Viudas e hijos del rock and roll | Ficción diaria     | 1          | 154 capítulos | Telefe                    |
| 2015      | Historia de un clan              | Serie              | 1          | 11 capítulos  | Telefe                    |
| 2016      | Educando a Nina                  | Ficción diaria     | 1          | 134 capítulos | Telefe                    |
| 2016–2022 | El marginal                      | Serie              | 5          | 43 capítulos  | TV Pública / Netflix      |
| 2017      | Fanny la fan                     | Ficción diaria     | 1          | 62 capítulos  | Telefe                    |
| 2017–2018 | Un gallo para Esculapio          | Serie              | 2          | 15 capítulos  | Telefe                    |
| 2018      | Cien días para enamorarse        | Ficción diaria     | 1          | 125 capítulos | Telefe                    |
| 2018-2021 | Bios, vidas que marcaron la tuya | Docu-serie         | 2          | 7 capítulos   | National Geographic       |
| 2022      | Diario de un gigoló              | Serie              | 1          | 10 capítulos  | Netflix                   |
| 2022      | El secreto de la familia Greco   | Serie              | 1          | 79 capítulos  | Netflix                   |
| 2025      | En el barro                      | Serie              | 1          | 8 capítulos   | Netflix                   |

## Producciones en cine
- Ringo (2014), con: Rodrigo de la Serna.[21][22]
- El Ángel (2018)

## Premios y nominaciones

### Premios Martín Fierro
| Año  | Categoría                               | Receptor                                                       | Por                       | Resultado |
| ---- | --------------------------------------- | -------------------------------------------------------------- | ------------------------- | --------- |
| 2007 | Mejor telenovela                        | El tiempo no para                                              | El tiempo no para         | Nominada  |
| 2007 | Mejor actriz de telenovela              | Valentina Bassi                                                | El tiempo no para         | Nominada  |
| 2007 | Mejor actriz de telenovela              | Nacha Guevara                                                  | El tiempo no para         | Nominada  |
| 2007 | Mejor participación especial en ficción | Mirta Busnelli                                                 | El tiempo no para         | Nominada  |
| 2007 | Mejor participación especial en ficción | Ana María Picchio                                              | El tiempo no para         | Nominada  |
| 2007 | Mejor participación especial en ficción | Fabián Vena                                                    | El tiempo no para         | Nominado  |
| 2007 | Mejor actor protagonista de comedia     | Carlos Calvo                                                   | Amo de casa               | Nominado  |
| 2007 | Mejor actriz protagonista de comedia    | Andrea Bonelli                                                 | Amo de casa               | Nominada  |
| 2008 | Mejor telecomedia                       | Lalola                                                         | Lalola                    | Ganadora  |
| 2008 | Actor protagonista de comedia           | Luciano Castro                                                 | Lalola                    | Ganador   |
| 2008 | Actriz protagonista de comedia          | Carla Peterson                                                 | Lalola                    | Ganadora  |
| 2008 | Actor de reparto en comedia             | Luis Ziembrowsky                                               | Lalola                    | Ganador   |
| 2008 | Actriz de reparto en comedia            | Muriel Santa Ana                                               | Lalola                    | Nominada  |
| 2008 | Actriz de reparto en comedia            | Sandra Ballesteros                                             | Lalola                    | Nominada  |
| 2008 | Actriz de reparto en comedia            | Lola Berthet                                                   | Lalola                    | Nominada  |
| 2008 | Participación especial en ficción       | Rita Cortese                                                   | Lalola                    | Ganadora  |
| 2008 | Revelación                              | Violeta Urtizberea                                             | Lalola                    | Ganadora  |
| 2008 | Revelación                              | Matías Desiderio                                               | Lalola                    | Nominado  |
| 2008 | Revelación                              | Víctor Malagrino                                               | Lalola                    | Nominado  |
| 2008 | Mejor autor / libretista                | Susana Cardozo, Pablo Lago, Esther Feldman y Alejandro Maci    | Lalola                    | Ganadores |
| 2008 | Mejor director                          | Diego Suárez, Marcelo Suárez y Gustavo Luppi                   | Lalola                    | Ganadores |
| 2008 | Mejor cortina musical                   | Enamorada (por Miranda!)                                       | Lalola                    | Nominada  |
| 2008 | Mejor producción integral               | Lalola                                                         | Lalola                    | Nominada  |
| 2008 | Martín Fierro de Oro                    | Lalola                                                         | Lalola                    | Ganador   |
| 2009 | Mejor telecomedia                       | Los exitosos Pells                                             | Los exitosos Pells        | Ganador   |
| 2009 | Actriz protagonista de comedia          | Carla Peterson                                                 | Los exitosos Pells        | Ganadora  |
| 2009 | Actor protagonista de comedia           | Mike Amigorena                                                 | Los exitosos Pells        | Ganador   |
| 2009 | Actriz de reparto en comedia            | Andrea Bonelli                                                 | Los exitosos Pells        | Nominada  |
| 2009 | Actriz de reparto en comedia            | Mirta Busnelli                                                 | Los exitosos Pells        | Ganadora  |
| 2009 | Actor de reparto en comedia             | Hugo Arana                                                     | Los exitosos Pells        | Nominado  |
| 2009 | Actor de reparto en comedia             | Diego Ramos                                                    | Los exitosos Pells        | Ganador   |
| 2009 | Revelación                              | Diego Reinhold                                                 | Los exitosos Pells        | Ganador   |
| 2009 | Revelación                              | Mex Urtizberea                                                 | Los exitosos Pells        | Nominado  |
| 2009 | Mejor autor / libretista                | Esther Feldman y Alejandro Maci                                | Los exitosos Pells        | Ganadores |
| 2009 | Mejor director                          | Eduardo Ripari, Luis Ortega, Daniel Defilipo y Mariano Ardanas | Los exitosos Pells        | Nominados |
| 2009 | Mejor producción integral               | Los exitosos Pells                                             | Los exitosos Pells        | Nominada  |
| 2010 | Mejor telecomedia                       | Los exitosos Pells                                             | Los exitosos Pells        | Nominada  |
| 2010 | Actor protagonista de comedia           | Mike Amigorena                                                 | Los exitosos Pells        | Nominado  |
| 2010 | Actriz protagonista de comedia          | Carla Peterson                                                 | Los exitosos Pells        | Nominada  |
| 2010 | Actor de reparto en comedia             | Diego Reinhold                                                 | Los exitosos Pells        | Ganador   |
| 2010 | Actor de reparto en comedia             | Hugo Arana                                                     | Los exitosos Pells        | Nominado  |
| 2010 | Actor de reparto en comedia             | Andrea Bonelli                                                 | Los exitosos Pells        | Nominada  |
| 2010 | Actor de reparto en comedia             | Claudia Fontán                                                 | Los exitosos Pells        | Nominada  |
| 2010 | Mejor participación especial en ficción | Fabián Vena                                                    | Los exitosos Pells        | Nominado  |
| 2010 | Mejor telenovela                        | Botineras                                                      | Botineras                 | Nominada  |
| 2010 | Mejor actor de telenovela               | Damián de Santo                                                | Botineras                 | Nominado  |
| 2011 | Mejor unitario y/o miniserie            | Lo que el tiempo nos dejó                                      | Lo que el tiempo nos dejó | Nominado  |
| 2011 | Mejor actor de unitario y/o miniserie   | Fabián Vena                                                    | Lo que el tiempo nos dejó | Nominado  |
| 2011 | Mejor actor de unitario y/o miniserie   | Carlos Belloso                                                 | Lo que el tiempo nos dejó | Nominado  |
| 2011 | Mejor actor de unitario y/o miniserie   | Leonardo Sbaraglia                                             | Lo que el tiempo nos dejó | Nominado  |
| 2011 | Mejor actor de unitario y/o miniserie   | Rodrigo de la Serna                                            | Lo que el tiempo nos dejó | Ganador   |
| 2011 | Mejor actriz de unitario y/o miniserie  | Julieta Díaz                                                   | Lo que el tiempo nos dejó | Nominada  |
| 2011 | Mejor actriz de unitario y/o miniserie  | Laura Novoa                                                    | Lo que el tiempo nos dejó | Nominada  |
| 2011 | Mejor actriz de unitario y/o miniserie  | Leticia Brédice                                                | Lo que el tiempo nos dejó | Nominada  |
| 2011 | Mejor actor de reparto                  | Luis Machín                                                    | Lo que el tiempo nos dejó | Nominado  |
| 2011 | Mejor actriz de reparto                 | Lidia Catalano                                                 | Lo que el tiempo nos dejó | Nominada  |
| 2011 | Mejor producción integral               | Lo que el tiempo nos dejó                                      | Lo que el tiempo nos dejó | Nominado  |
| 2012 | Mejor telecomedia                       | Un año para recordar                                           | Un año para recordar      | Nominada  |
| 2013 | Ficción diaria                          | Graduados                                                      | Graduados                 | Ganador   |
| 2013 | Actor protagonista de ficción diaria    | Daniel Hendler                                                 | Graduados                 | Ganador   |
| 2013 | Actor protagonista de ficción diaria    | Luciano Cáceres                                                | Graduados                 | Nominado  |
| 2013 | Actriz protagonista de ficción diaria   | Isabel Macedo                                                  | Graduados                 | Ganadora  |
| 2013 | Actriz protagonista de ficción diaria   | Nancy Dupláa                                                   | Graduados                 | Nominada  |
| 2013 | Mejor actor de reparto                  | Mex Urtizberea                                                 | Graduados                 | Nominado  |
| 2013 | Mejor actor de reparto                  | Roberto Carnaghi                                               | Graduados                 | Nominado  |
| 2013 | Mejor actriz de reparto                 | Mirtha Busnelli                                                | Graduados                 | Nominada  |
| 2013 | Mejor actriz de reparto                 | Paola Barrientos                                               | Graduados                 | Ganadora  |
| 2013 | Mejor participación especial            | Andy Kusnetzoff                                                | Graduados                 | Nominado  |
| 2013 | Mejor participación especial            | Betiana Blum                                                   | Graduados                 | Nominada  |
| 2013 | Revelación                              | Chang Sung Kim                                                 | Graduados                 | Nominado  |
| 2013 | Revelación                              | Jenny Williams                                                 | Graduados                 | Nominada  |
| 2013 | Mejor autor / libretista                | Ernesto Korovsky, Silvina Fredjkes y Alejandro Quesada         | Graduados                 | Ganadores |
| 2013 | Mejor director                          | Miguel Colom                                                   | Graduados                 | Nominado  |
| 2013 | Mejor cortina musical                   | «Los Graduados de Chano Moreno Charpentier y "Cachorro" Lopez» | Graduados                 | Ganador   |
| 2013 | Producción integral                     | Graduados                                                      | Graduados                 | Ganador   |
| 2013 | Martín Fierro de Oro                    | Graduados                                                      | Graduados                 | Ganador   |
| 2013 | Mejor ficción                           | Historia clínica                                               | Historia clínica          | Ganador   |

### Premios Tato
| Año  | Categoría                           | Receptor                                                     | Por                  | Resultado |
| ---- | ----------------------------------- | ------------------------------------------------------------ | -------------------- | --------- |
| 2011 | Actriz de reparto en ficción diaria | Eleonora Wexler                                              | Un año para recordar | Nominada  |
| 2012 | Ficción diaria                      | Graduados                                                    | Graduados            | Ganadora  |
| 2012 | Revelación                          | Mercedes Scápola                                             | Graduados            | Nominada  |
| 2012 | Revelación                          | Gastón Soffritti                                             | Graduados            | Nominado  |
| 2012 | Revelación                          | Chang Sung Kim                                               | Graduados            | Ganador   |
| 2012 | Actor en ficción diaria             | Luciano Cáceres                                              | Graduados            | Nominado  |
| 2012 | Actor en ficción diaria             | Daniel Hendler                                               | Graduados            | Ganador   |
| 2012 | Actriz en ficción diaria            | Nancy Dupláa                                                 | Graduados            | Ganadora  |
| 2012 | Dirección en ficción                | Pablo Ambrosini, Miguel Colom, Javier Pérez                  | Graduados            | Nominados |
| 2012 | Guion en ficción                    | Ernesto Korovsky, Silvina Frejdkes, Alejandro Quesada        | Graduados            | Nominados |
| 2012 | Producción en ficción               | Graduados                                                    | Graduados            | Ganadores |
| 2012 | Actor de reparto en ficción diaria  | Roberto Carnaghi                                             | Graduados            | Ganador   |
| 2012 | Actor de reparto en ficción diaria  | Juan Leyrado                                                 | Graduados            | Nominado  |
| 2012 | Actor de reparto en ficción diaria  | Mex Urtizberea                                               | Graduados            | Nominado  |
| 2012 | Actriz de reparto en ficción diaria | Isabel Macedo                                                | Graduados            | Nominada  |
| 2012 | Actriz de reparto en ficción diaria | Mirta Busnelli                                               | Graduados            | Nominada  |
| 2012 | Actriz de reparto en ficción diaria | Paola Barrientos                                             | Graduados            | Ganadora  |
| 2012 | Actriz de reparto en ficción diaria | Violeta Urtizberea                                           | Graduados            | Nominada  |
| 2012 | Arte e imagen en ficción            | Sergio Dotta, Gerardo Soldatos, Fernando Romero, Julia Freid | Graduados            | Ganador   |
| 2012 | Cortina musical                     | «Los Graduados»                                              | Graduados            | Ganadora  |
| 2012 | Programa del año                    | Graduados                                                    | Graduados            | Ganador   |

### Kids Choice Awards Argentina
| Año  | Categoría                        | Receptor           | Por       | Resultado |
| ---- | -------------------------------- | ------------------ | --------- | --------- |
| 2012 | Actor de TV favorito             | Gastón Soffritti   | Graduados | Nominado  |
| 2012 | Actriz de TV favorita            | Violeta Urtizberea | Graduados | Nominada  |
| 2013 | Actor de TV favorito             | Gastón Soffritti   | Graduados | —         |
| 2013 | Actor de TV favorito             | Daniel Hendler     | Graduados | —         |
| 2013 | Actor/Actriz de reparto favorito | Paola Barrientos   | Graduados | —         |
| 2013 | Actor/Actriz de reparto favorito | Mex Urtizberea     | Graduados | —         |
| 2013 | Villano favorito                 | Luciano Cáceres    | Graduados | —         |
| 2013 | Revelación                       | Natalie Pérez      | Graduados | —         |

### Premios Fund TV
| Año  | Categoría | Receptor         | Por              | Resultado |
| ---- | --------- | ---------------- | ---------------- | --------- |
| 2013 | Educación | Historia clínica | Historia clínica | Nominado  |